# Lady Linn
Lady Linn, artiestennaam van Lien De Greef (Sint-Amandsberg, 27 april 1981), is een Belgische zangeres. Ze treedt op met haar groep Lady Linn and her Magnificent Seven. De groep brengt een mix van jazz, pop en soul.

## Biografie
Lien De Greef groeide op in het Oost-Vlaamse Serskamp, een deelgemeente van Wichelen en woont nu in Gent, waar ze ook nog les geeft aan de muziekacademie en het Instituut voor Muziek en Dans (MUDA). Ze studeerde jazz en lichte muziek aan het Conservatorium van Gent. Nadat ze in 2004 afstudeerde, werd ze leadzangeres van de Gentse popgroep Bolchi, geleid door Jeroen De Pessemier, die thans in de danswereld optreedt met Foxylane en The Subs. Verder is ze zangeres van de hiphopband Skeemz. Ze is ook als achtergrondzangeres te horen op de cd Over & weer (2008) van Eva De Roovere en cd Humanoid en single Call on me (beide 1999) van Marjan Debaene. Hiernaast verzorgde ze ook zanglijnen voor DJ Red D waardoor ze veel te zien was in de Belgische en internationale housescene. Een laatste project waarin Lien mee doet is Howie and Linn.
Maar door haar voorliefde voor jazz omringde ze zich in 2004 met zeven muzikanten en toerde ze twee jaar met covers van jazz- en swingnummers uit de jaren 1930 tot 1950. Vanaf 2006 begonnen ze ook met eigen nummers en dat resulteerde in februari 2008 in de cd Here we go again. Deze cd bevat, op een na, allemaal door De Greef zelfgeschreven nummers. Met deze cd en bijhorende singles braken ze door in Vlaanderen en scoorden ze verschillende radiohits zoals A love affair en That's allright. In april 2009 werd het album dankzij 15.000 verkochte exemplaren bekroond met een gouden plaat. Die periode stond ze ook twee weken op nummer 1 op de Hotlist van Studio Brussel met de Eddy Grant-cover I don't wanna dance. Dit nummer werd ook een grote hit in de Ultratop 50.
Op 6 februari 2009 won De Greef een van de Music Industry Awards van 2008 (MIA), namelijk die in de categorie beste vrouwelijke artieste. Ze versloeg hiermee Natalia, Sandrine en Kate Ryan. Ze was ook genomineerd in de categorie "doorbraak van het jaar", maar ze ging onmiddellijk met de hoofdprijs naar huis. Later dat jaar, op 8 augustus, ontving ze in Westende de Radio 2 Zomerhit-trofee.
Op 8 januari 2010 won Lady Linn and Her Magnificent Seven de MIA voor beste popartiest en die van beste vrouwelijk soloartiest.
In 2017 deed Lady Linn mee aan het derde seizoen van Liefde voor Muziek.

### Privé
De Greef is moeder van twee zonen (2016 en 2019).

## Discografie

### Albums
| Album met hitnotering(en) in de Vlaamse Ultratop 200 albums | Datum van verschijnen | Datum van binnenkomst | Hoogste positie | Aantal weken | Opmerkingen                       |
| ----------------------------------------------------------- | --------------------- | --------------------- | --------------- | ------------ | --------------------------------- |
| Here we go again                                            | 11 feb 2008           | 16 feb 2008           | 2               | 106          | met Her Magnificent Seven Platina |
| No goodbye at all                                           | 29 apr 2011           | 7 mei 2011            | 3               | 20           | met Her Magnificent Seven         |
| High                                                        | 2014                  | 8 feb 2014            | 13              | 21           |                                   |
| Keep it a secret                                            | 2016                  | 24 apr 2016           | 15              | 31           |                                   |
| Black swan                                                  | 2018                  | 17 nov 2018           | 29              | 7*           | met Her Magnificant Bigband       |

### Singles
| Single met hitnotering(en) in de Vlaamse Ultratop 50 | Datum van verschijnen | Datum van binnenkomst | Hoogste positie | Aantal weken | Opmerkingen                                          |
| ---------------------------------------------------- | --------------------- | --------------------- | --------------- | ------------ | ---------------------------------------------------- |
| A love affair                                        | 2008                  | 15-11-2008            | tip11           | -            | met Her Magnificent Seven                            |
| I don't wanna dance                                  | 2009                  | 21-03-2009            | 4               | 25           | met Her Magnificent Seven Nr. 1 in de Radio 2 Top 30 |
| Cool down                                            | 2009                  | 11-07-2009            | tip7            | -            | met Her Magnificent Seven                            |
| Here we go again                                     | 19-10-2009            | 31-10-2009            | tip8            | -            | met Her Magnificent Seven                            |
| Cry baby                                             | 28-02-2011            | 12-03-2011            | tip8            | -            | met Her Magnificent Seven                            |
| Little bird                                          | 16-05-2011            | 04-06-2011            | tip14           | -            | met Her Magnificent Seven                            |
| Over                                                 | 17-10-2011            | 12-11-2011            | tip29           | -            | met Her Magnificent Seven                            |
| Regret                                               | 28-10-2013            | 23-11-2013            | tip21           | -            |                                                      |
| The beat                                             | 13-01-2014            | 25-01-2014            | tip9            | -            |                                                      |
| Sassy                                                | 24-03-2014            | 05-04-2014            | tip16           | -            |                                                      |
| A flor de la                                         | 16-06-2014            | 05-07-2014            | tip80           | -            | met Pablo Casella                                    |
| I believe in you                                     | 31-08-2015            | 12-09-2015            | tip56           | -            |                                                      |
| Sing your heart out                                  | 05-02-2016            | 13-02-2016            | tip             | -            |                                                      |
| Dream                                                | 29-02-2016            | 23-04-2016            | tip             | -            |                                                      |
| Lucky                                                | 15-04-2016            | 07-05-2016            | tip             | -            |                                                      |
| Slowly                                               | 15-08-2016            | 03-09-2016            | tip             | -            |                                                      |
| Can't find you (Remix)                               | 10-02-2017            | 25-02-2017            | tip3            | -            | met Flip Kowlier                                     |
| In my blood (Live)                                   | 10-04-2017            | 22-04-2017            | tip31           | -            | Uit Liefde voor muziek                               |
| Oya lélé (Live)                                      | 17-04-2017            | 29-04-2017            | tip             | -            | Uit Liefde voor muziek                               |
| Sarah (Live)                                         | 24-04-2017            | 06-05-2017            | tip             | -            | Uit Liefde voor muziek Nr. 38 in de Vlaamse Top 50   |
| Hallelujah anyway (Live)                             | 01-05-2017            | 13-05-2017            | tip             | -            | Uit Liefde voor muziek                               |
| Raindrops on a leaf (Live)                           | 08-05-2017            | 20-05-2017            | tip             | -            | Uit Liefde voor muziek                               |
| Ik neem je mee (Live)                                | 15-05-2017            | 27-05-2017            | tip43           | -            | Uit Liefde voor muziek Nr. 19 in de Vlaamse Top 50   |
| Verlangen (Live)                                     | 22-05-2017            | 03-06-2017            | tip47           | -            | Uit Liefde voor muziek Nr. 21 in de Vlaamse Top 50   |
| You + me                                             | 24-08-2018            | 01-09-2018            | tip             | -            | met Her Magnificent Bigband                          |

### Discografie zonder hitnotering
- Zang op een nummer van cd Shockgolf van Castro (2003)
- Zang I just did what you told me van de cd Bruce Lee is back van Proyecto Secreto (2003)
- Cd Lady Linn and her Magnificent Seven (2004)
- Cd She met Bolchi (2004)
- Single She met Bolchi (2004)
- Single Get ya groove on met Bolchi (2004)
- Single Ready met Skeemz (2004)
- Cd Ain't you heard met Skeemz (2005)
- Zang op een nummer van cd Before - During - After van Briskey (2009)
- Zang op een nummer van cd T’is altijd wat in mijn habitat van Radio Oorwoud (2015)
- Zang op een nummer van cd Vuil! vuil! vuil! van Radio Oorwoud (2019)

## Lady Linn and her Magnificent Seven

### Muzikanten
- Marc De Maeseneer op baritonsaxofoon
- Frederik Heirman op trombone
- Tom Callens op tenorsaxofoon
- Yves Fernandez op trompet
- Christian Mendoza op piano
- Koen Kimpe op contrabas
- Matthias Standaert op drums
- Sophia Ammann als backing vocal